# Vicia lutea
La arveja amarilla (Vicia lutea) es una especie de la familia de las fabáceas.

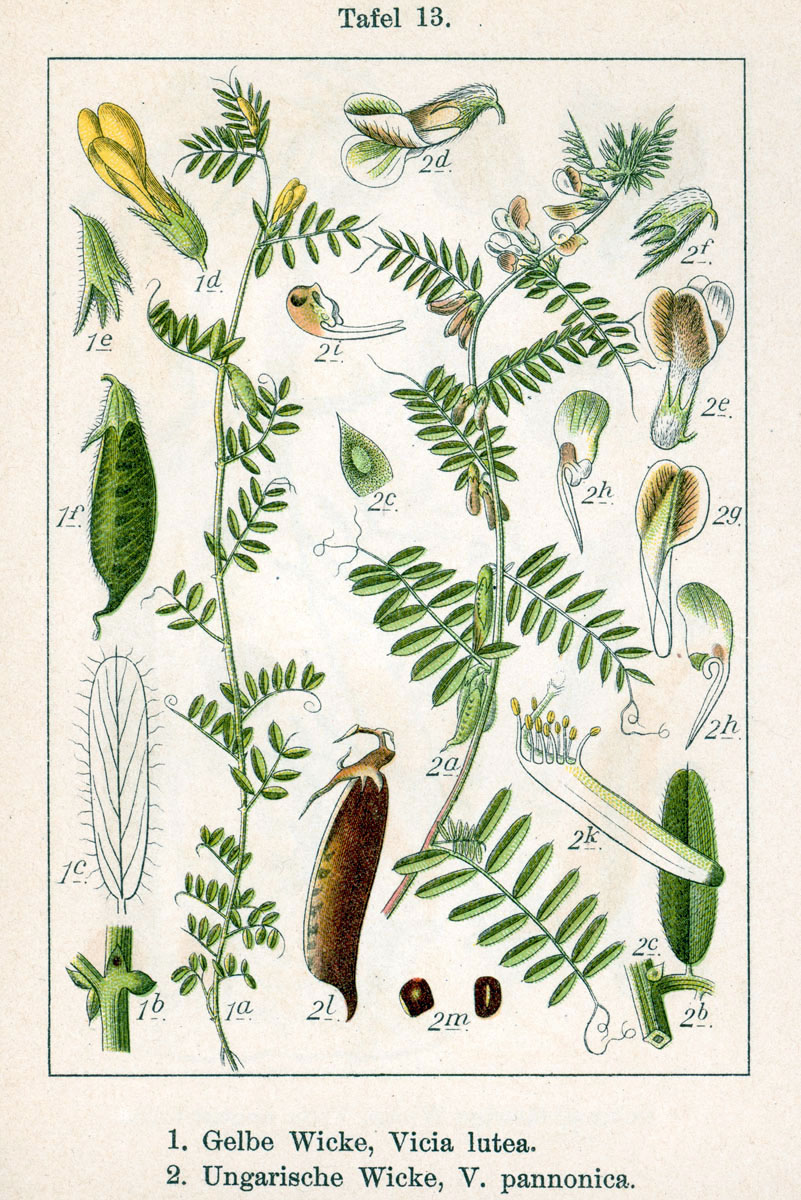
Ilustración

## Descripción
Planta delgada, pelosa o glabra, perenne de tallos extendidos hasta 60 cm, y hojas con 3-10 pares de folíolos lineales a oblongos; estípulas enteras o dentadas. Flores amarillo pálido a menudo teñidas de morado, 1-3 en axilas foliares. Pétalos de 3-3,5 cm; cáliz con dientes desiguales. Vaina de 2-4 cm, generalmente con denso pelo blanco con bases protuberantes. Florece en primavera y verano.

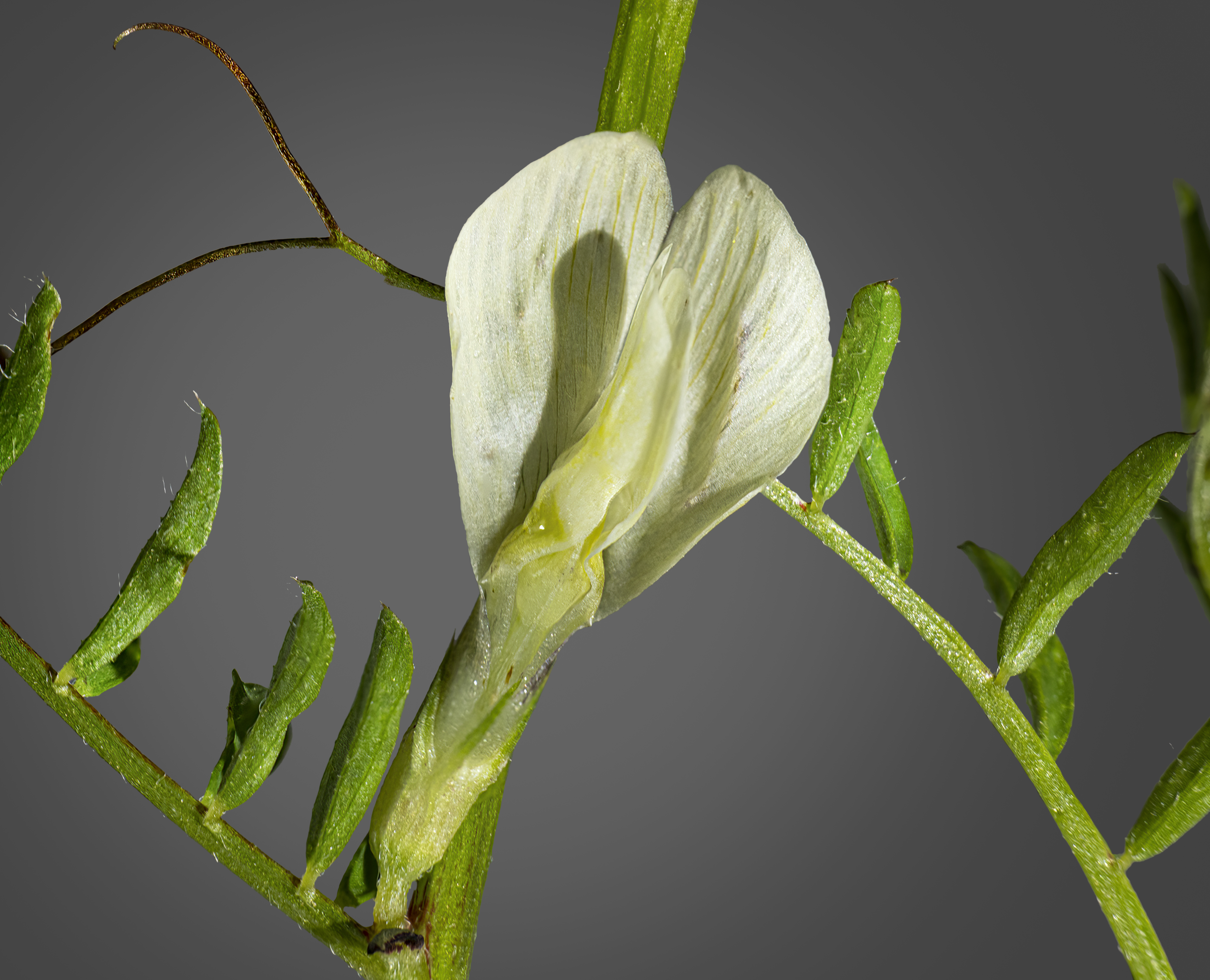
Flor
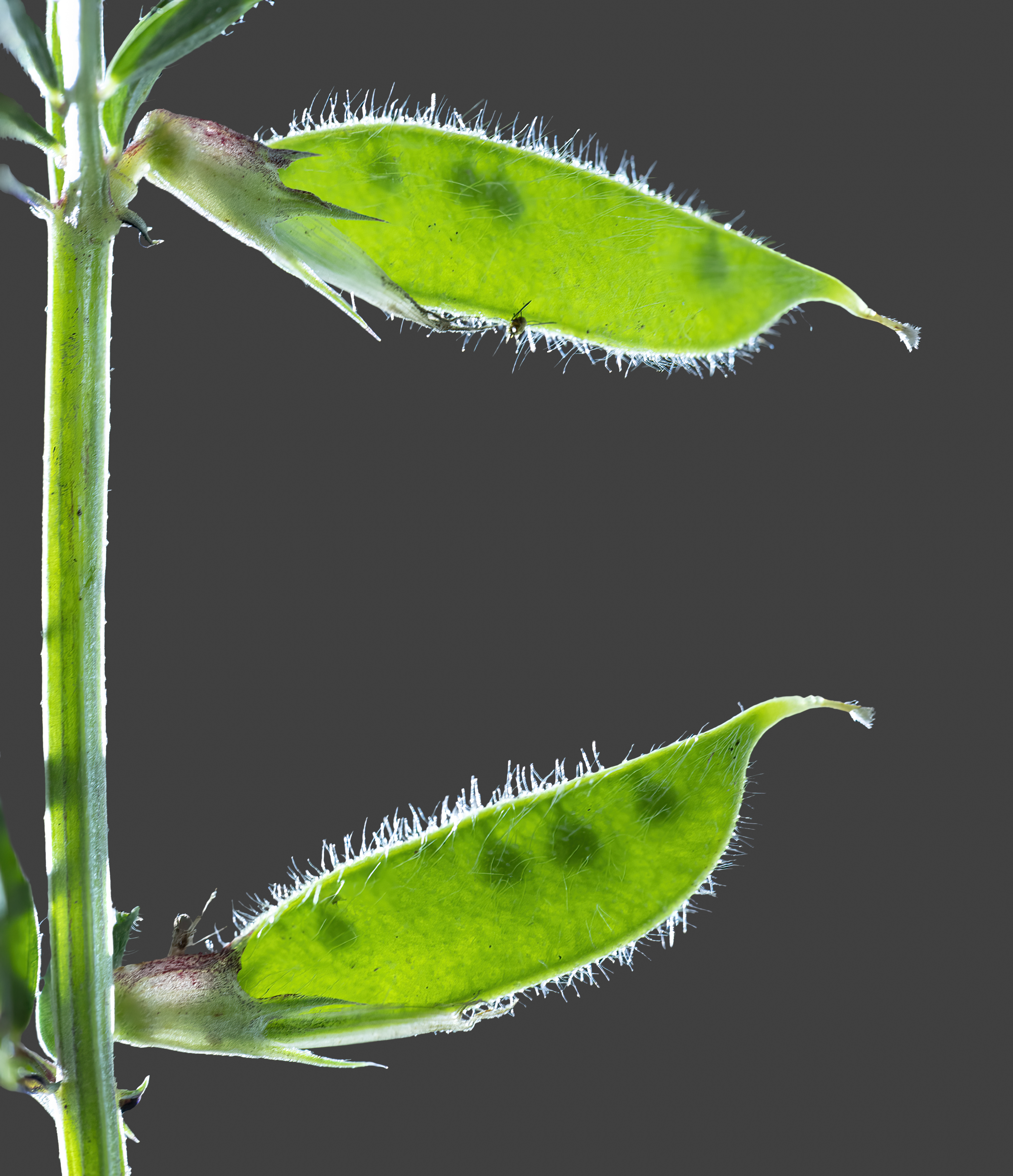
Frutos inmaduros

## Hábitat
Habita en cultivos, barbechos, ribazos, lugares con hierba cerca del mar y en guijarrales costeros.

## Distribución
En toda Europa menos en el Norte. Introducida en Alemania.

## Taxonomía
Vicia lutea fue descrita por Carlos Linneo y publicado en Species Plantarum 2: 736. 1753.
Citología
Número de cromosomas de Vicia lutea (Fam. Leguminosae) y táxones infraespecíficos: 2n=14
Etimología
Vicia: nombre genérico que deriva del griego bíkion, bíkos, latinizado vicia, vicium = la veza o arveja (Vicia sativa L., principalmente).
lutea: epíteto latino que significa "dorado".
Sinonimia:
- Hypechusa lutea (L.) Alef.
- Vicia ciliata Schur
- Vicia lineata M.Bieb.[5]

## Nombre común
- Castellano: abrejaca, abrejacón, alberjacas, alberjana, alberjmeana, algarrobón, almejana, alvehón, alvejana, alvejón, alverja, alverja silvestre, alverjaca, alverjana, alverjana de gente, alverjaque, alverjotes, alverjón, arbejaca, arbejana, arveana, arveja, arveja amarilla, arvejaca, arvejana, arvejancas, arvejona, arvejón, arverja, arverjas, beza loca, cuchillejo, erbiaca, guisantera, guisantes silvestres, habón, pelailla, veza.[6]